# 野砲

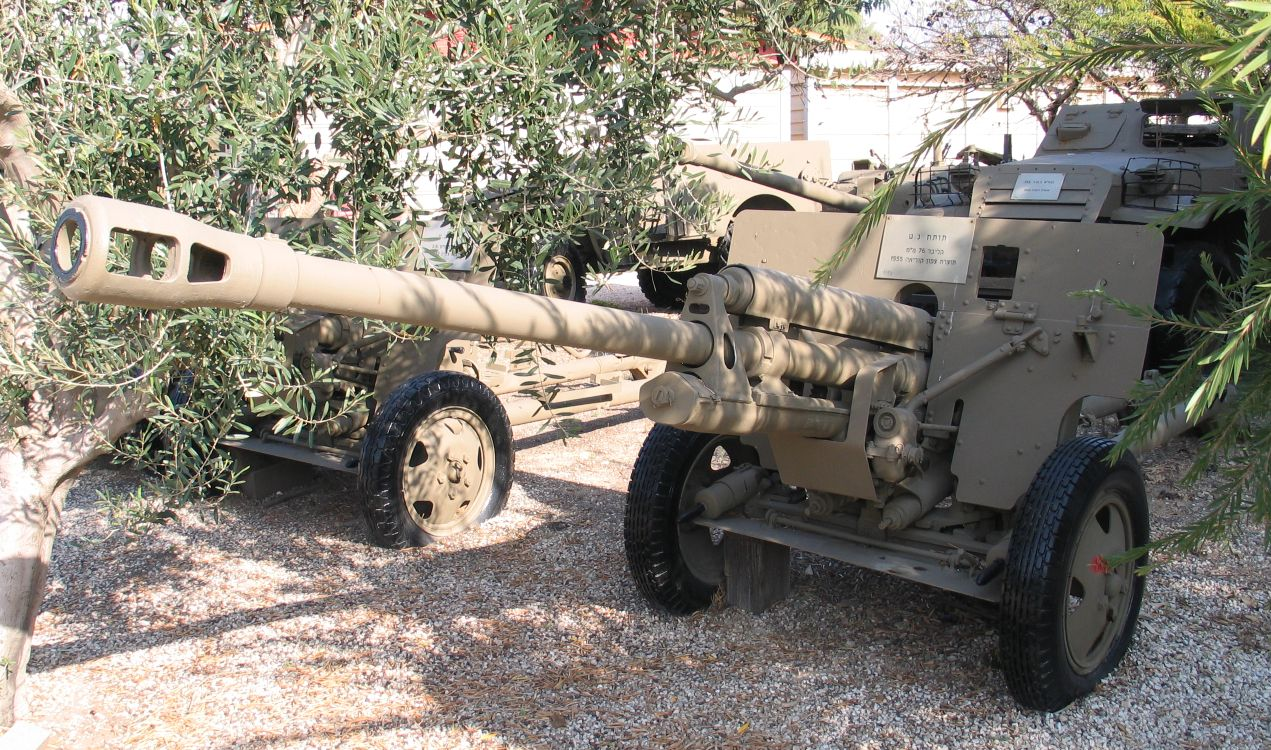
独ソ戦時、ソ連赤軍が主力野砲として運用したZiS-3 76mm野砲

野砲（やほう、Field gun）は、大砲の一種。定義は時代により異なるが、口径100mmクラス以下の軽カノン砲（加農）。

## 概要

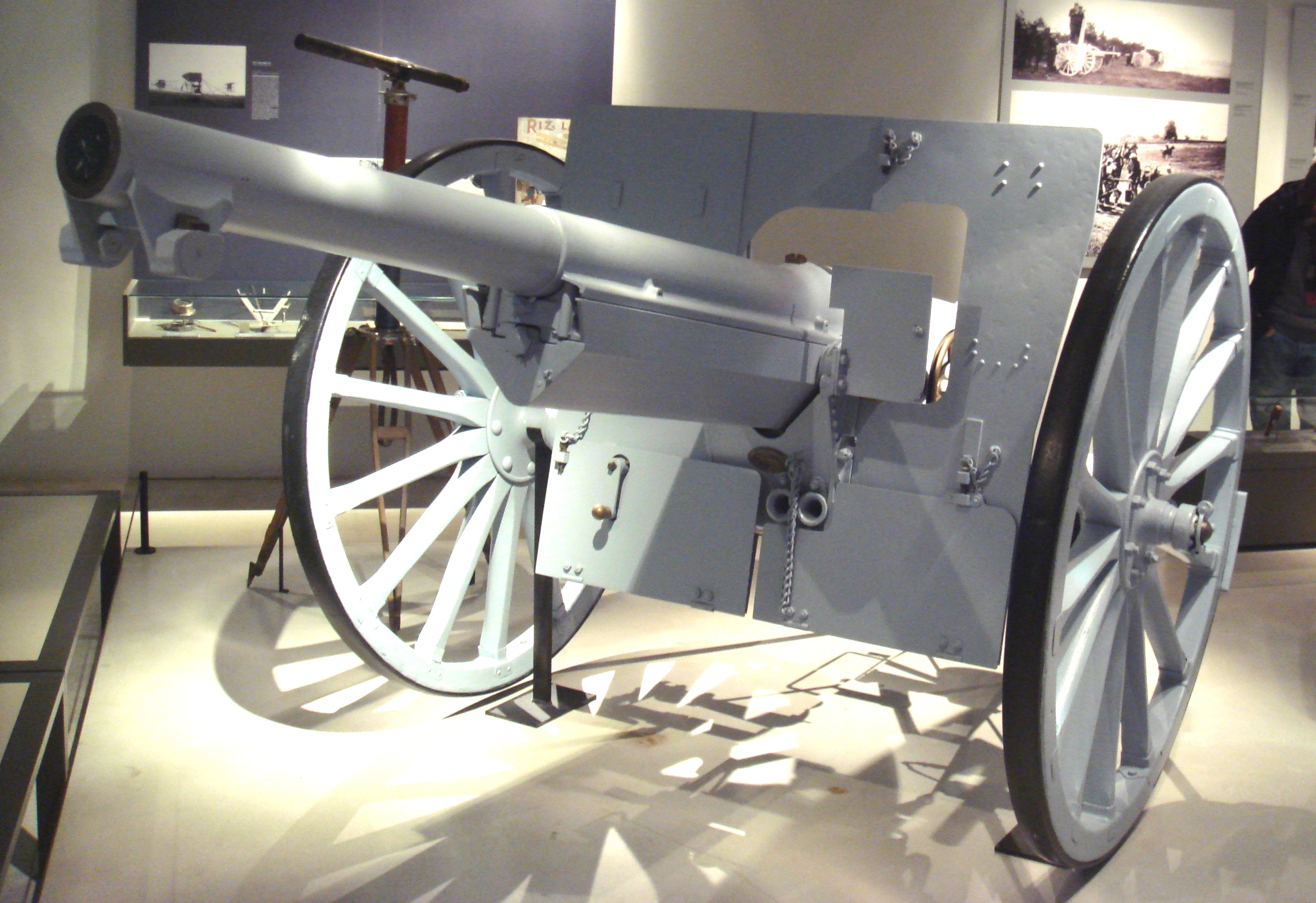
世界で初めて液気圧式駐退復座機を備えた近代的な火砲である、フランスのM1897 75mm野砲

口径は基本的に75mm~77mmが標準であるが、イギリスのQF 18ポンド砲やQF 25ポンド砲、ソビエト連邦のM-60 107mm野砲のような大口径野砲も存在する。
主に軍隊の主力砲兵である「師団砲兵（師団隷下の野砲兵連隊等を意味する）」が運用する野戦砲たる軽砲であり、20世紀中頃までは世界各国で使用されていた。もともと大砲は攻城兵器であったが、ぶどう弾・キャニスター弾の発明により三十年戦争の頃から野戦でも近距離殺傷兵器として使用されるようになった。しかし、牽引技術や砲車の性能の制限のため、野戦で使用できる大砲は4ポンド程度の小型のものに限られていた。18世紀中ごろに砲車が改良され、より大型の野砲が歩兵に随伴して移動できるようになり、ナポレオン戦争で広く使用されることとなった。18世紀末に発明された榴散弾が19世紀初め頃から普及し始めると、遠距離でも対人兵器として使用できるようになった。当初は馬で牽引したが、6頭立て以上になると効率が低下することもあり、馬の牽引力によって野砲の大きさは制限を受けた。しかし、機械力による牽引が可能になるとこの制限は無くなり、より大型の砲と統合されていった。
第二次世界大戦時のアメリカ軍とドイツ国防軍は師団砲兵の火力増強のため、1930年代末頃に（従来の野砲に代わり）軽榴弾砲を配備し口径150mmの重榴弾砲と混成運用していたため、野砲を実質使用していない。赤軍と大日本帝国陸軍などは野砲と軽榴弾砲を混成運用、イギリス軍は野砲・軽榴弾砲兼用砲を運用していた。
20世紀後半以降の先進各国の師団砲兵は戦闘教義や兵器の進化もあり、空挺師団・山岳師団や機動性を特に求められる軽装歩兵師団や海兵師団（海兵隊）などを除き、口径150mmクラスの長砲身の榴弾砲を運用しているために、野砲は事実上榴弾砲に統合され、カノン砲とともに消滅した砲種である。
戦車・装甲車が登場した第一次世界大戦以降から20世紀中頃にかけては、カノン砲の高初速を活かして徹甲弾を発射する重対戦車砲や戦車砲として使用・転用された例も多い。

## 野砲一覧

### 前装式
フランス
- グリボーバル・システム：野砲として、4ポンド砲、8ポンド砲、12ポンド砲があった。
- 共和暦11年システム：野砲として、6ポンド砲、12ポンド砲があった。
- ヴァレ・システム：野砲として、8ポンド砲、12ポンド砲があった。
- 12ポンドナポレオン砲
- ライット・システム：施条砲。野砲として、4kgおよび12kg砲

 イギリス
- SBML 9 pounder 13 cwt
- RML 13 pounder 8 cwt：後装式アームストロング砲の信頼性不足のため、前装式施条砲に戻ったもの。
- RML 16 pounder 12 cwt：同上

 アメリカ合衆国
- パロット砲：前装施条砲。野砲として、10ポンド砲、20ポンド砲があった。

### 第一次世界大戦以前（駐退機採用以前）
フランス
- レフィエ75mm砲
- レフィエ85mm砲

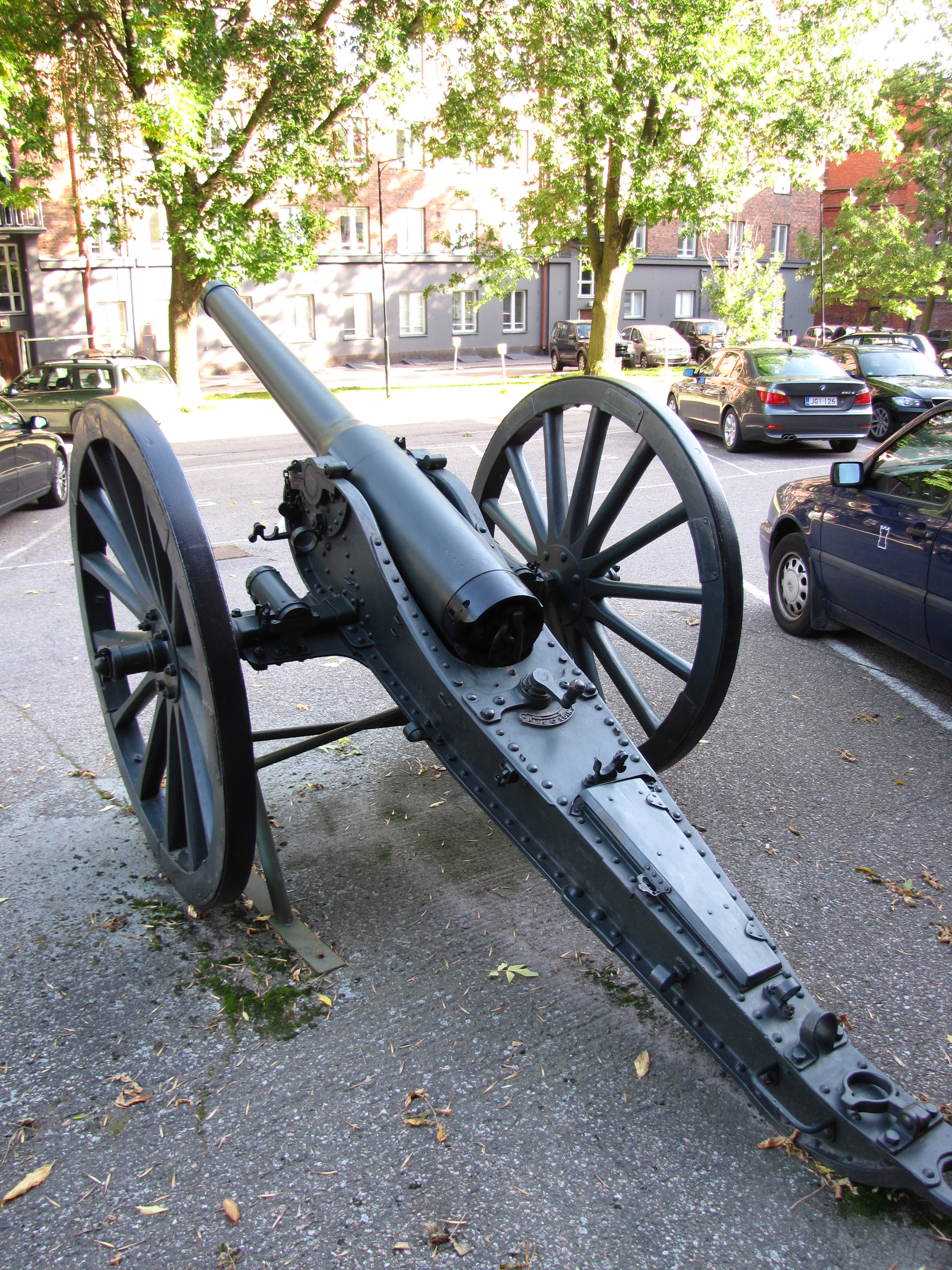
ド・バンジュ90mm砲
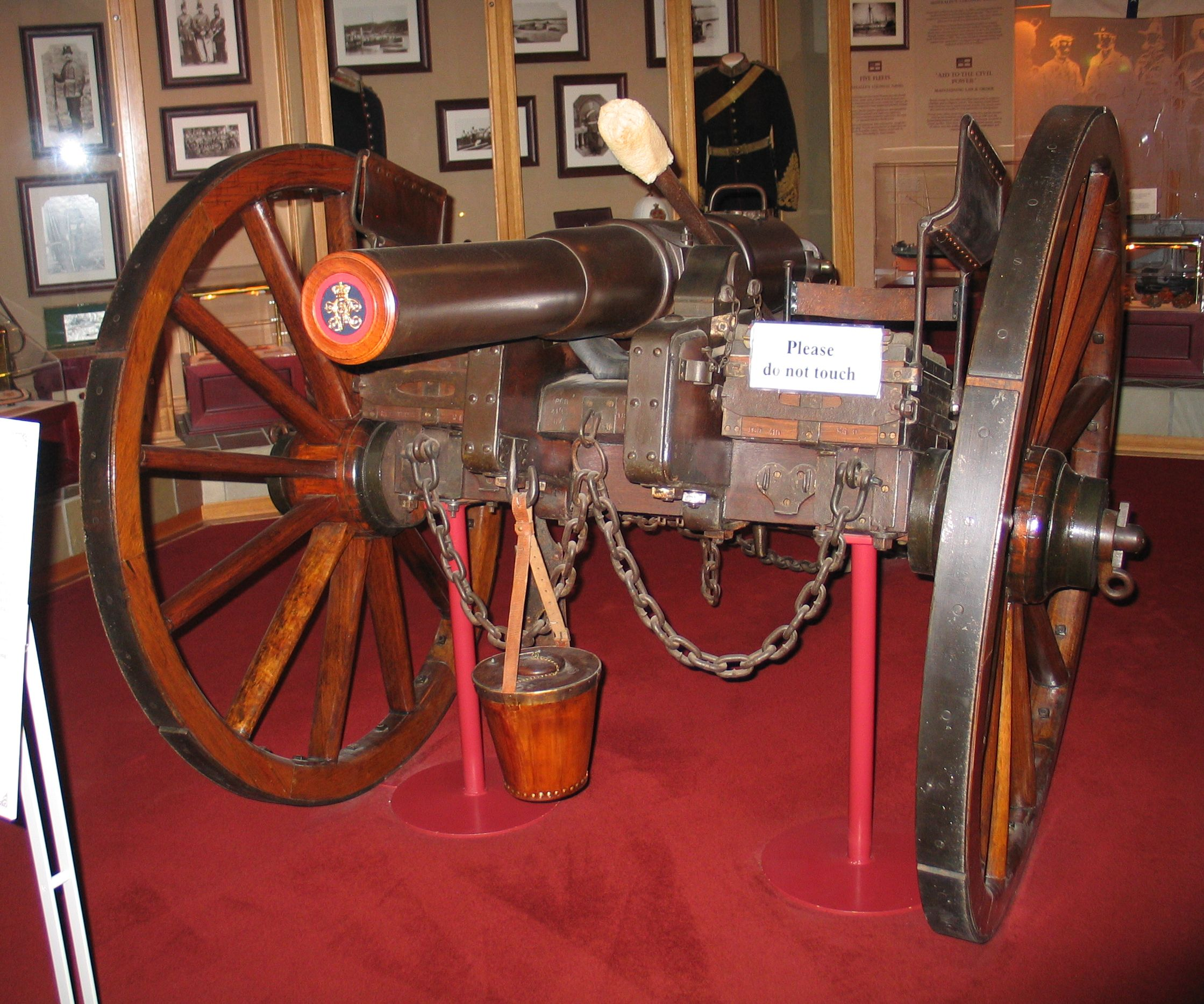
12ポンドアームストロング砲
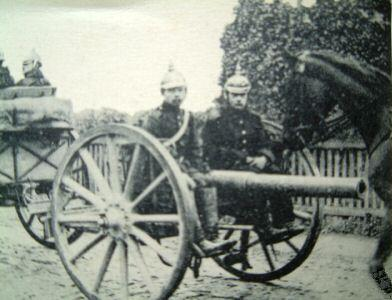
7.7cm FK 96
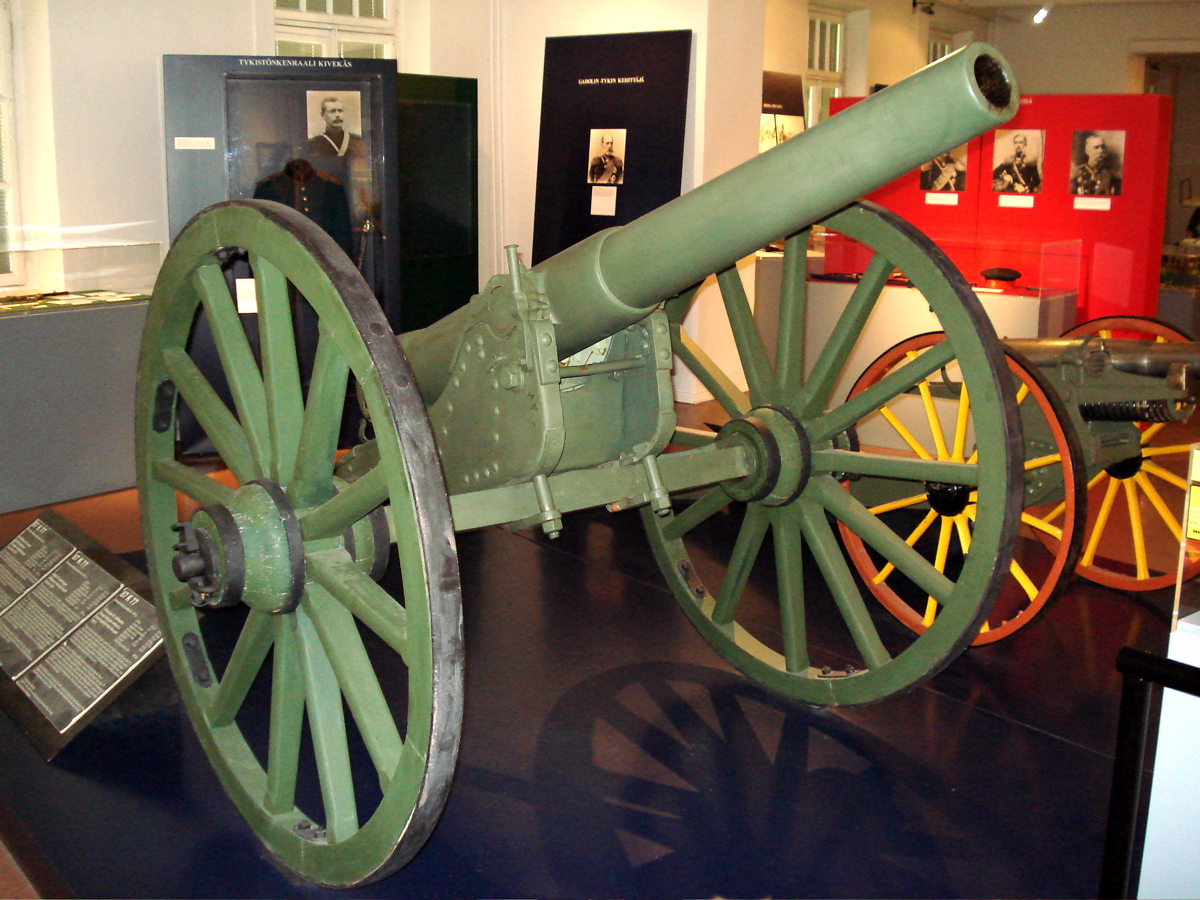
M1877 87mm野砲

- ライトール95mm砲

 イギリス
- 12ポンドアームストロング砲
- 20ポンドアームストロング砲
- オードナンス BL 12ポンド 7cwt砲
- オードナンス BL 12ポンド 6cwt砲
- オードナンス BL 15ポンド砲

 ドイツ帝国
- 7.7cm FK 96

 ロシア帝国
- M1877 87mm野砲
- M1900 76mm野砲

 日本
- 三十一年式速射野砲

- ド・バンジュ90mm砲
- 12ポンドアームストロング砲
- 7.7cm FK 96
- M1877 87mm野砲

### 第一次世界大戦
フランス

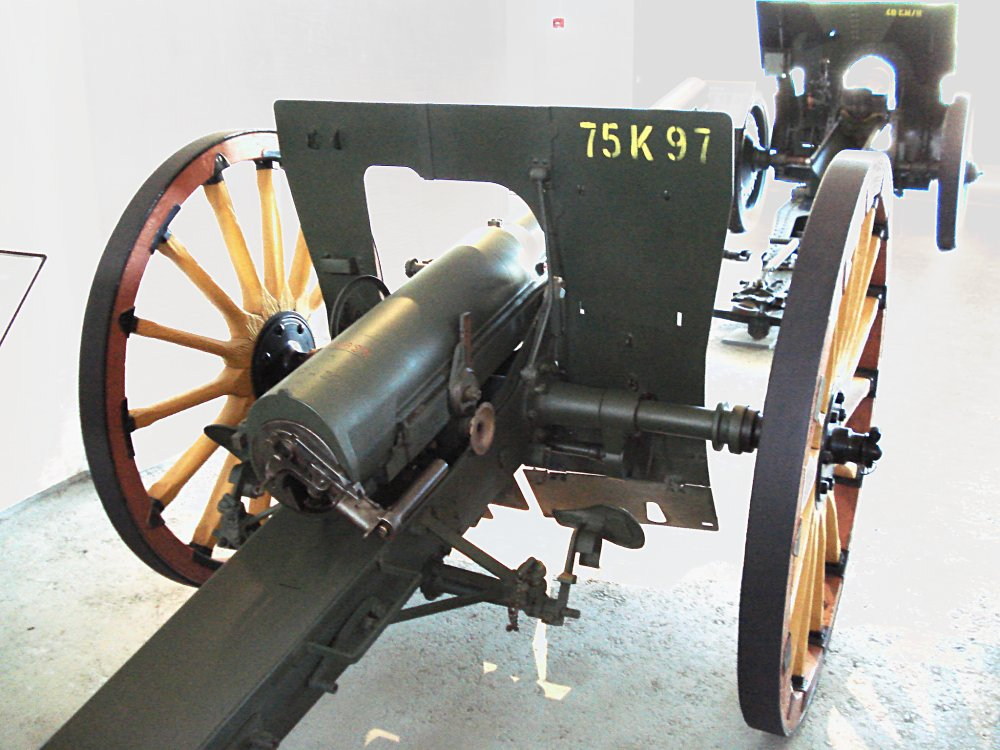
サン・シャモン75mm野砲
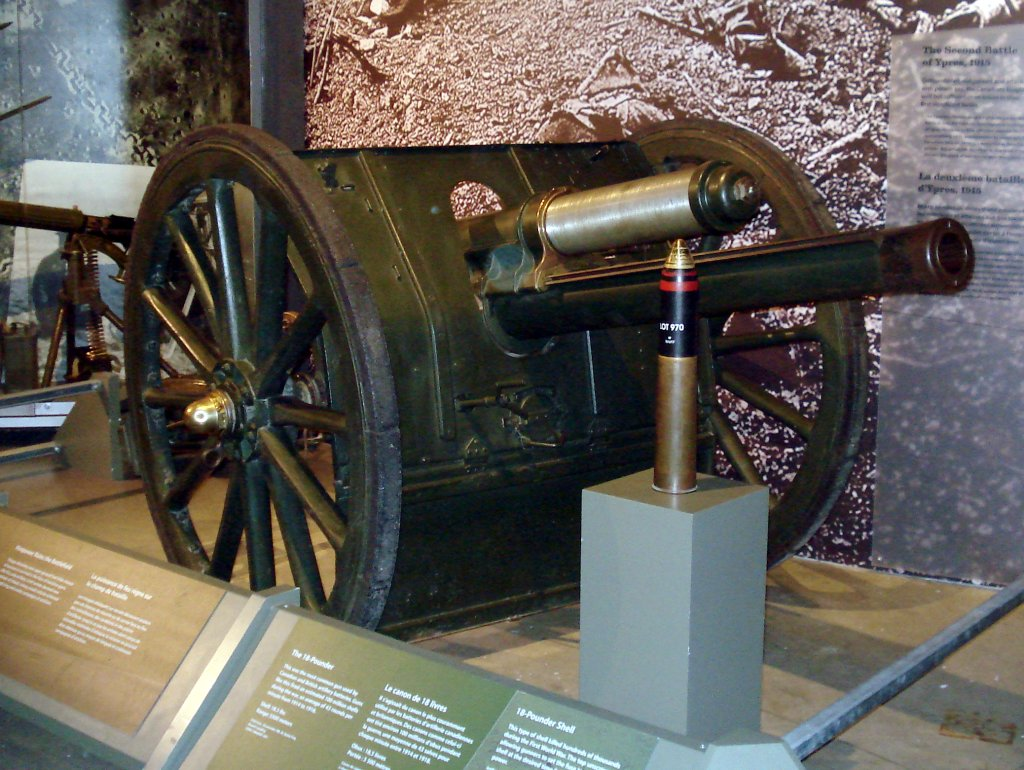
QF 18ポンド砲
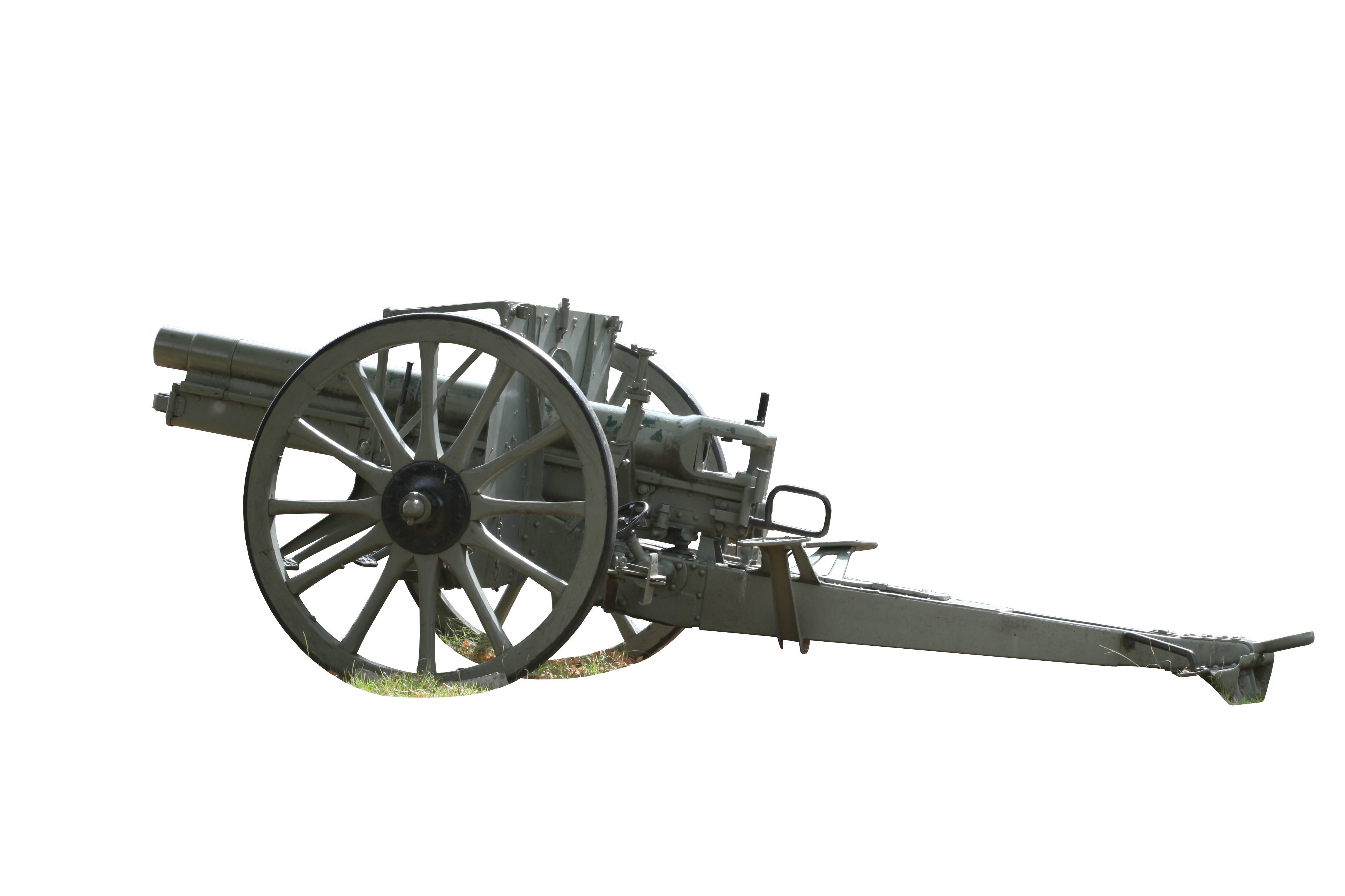
7.7cm FK 96 nA
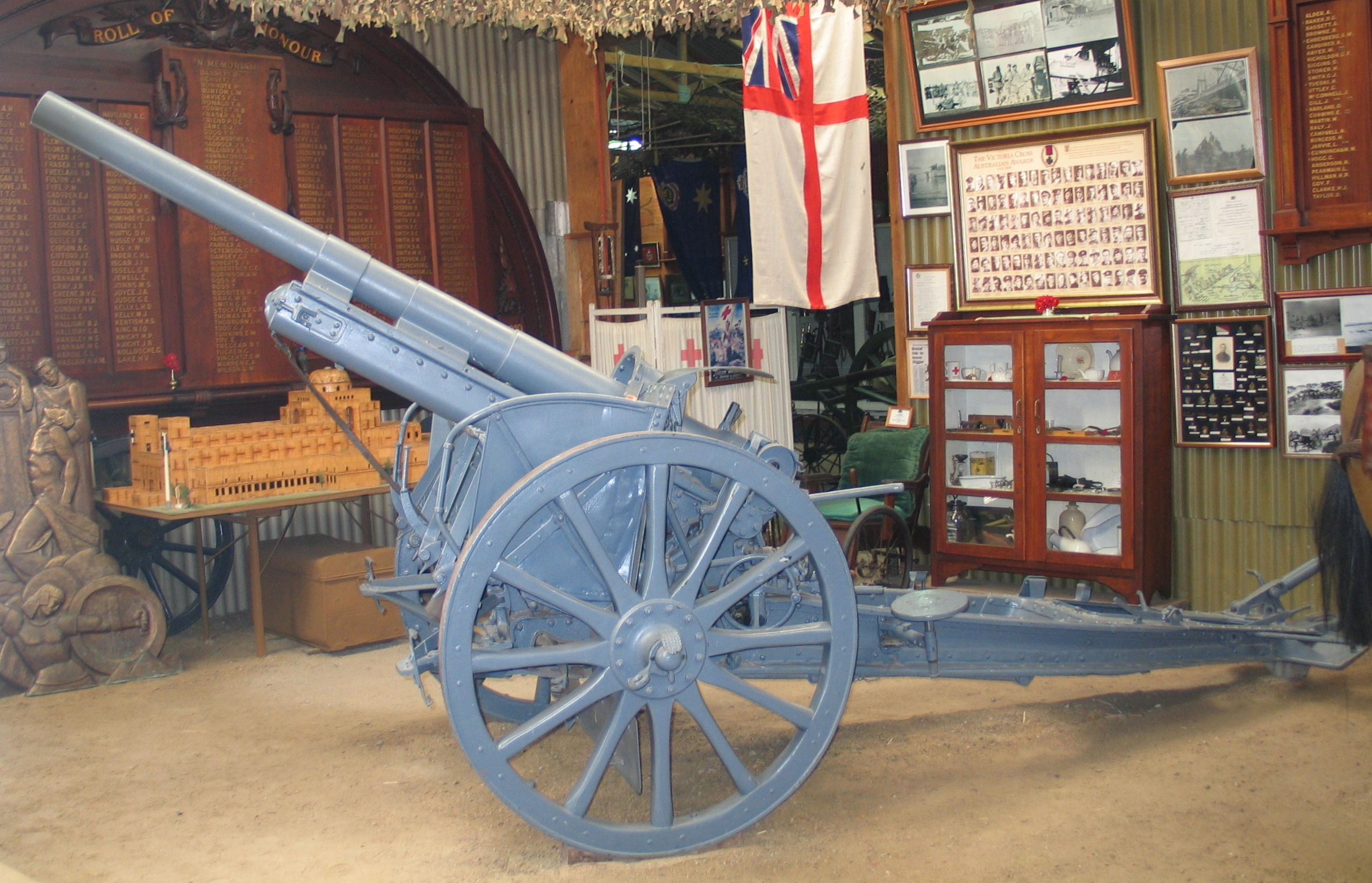
7.7cm FK 16
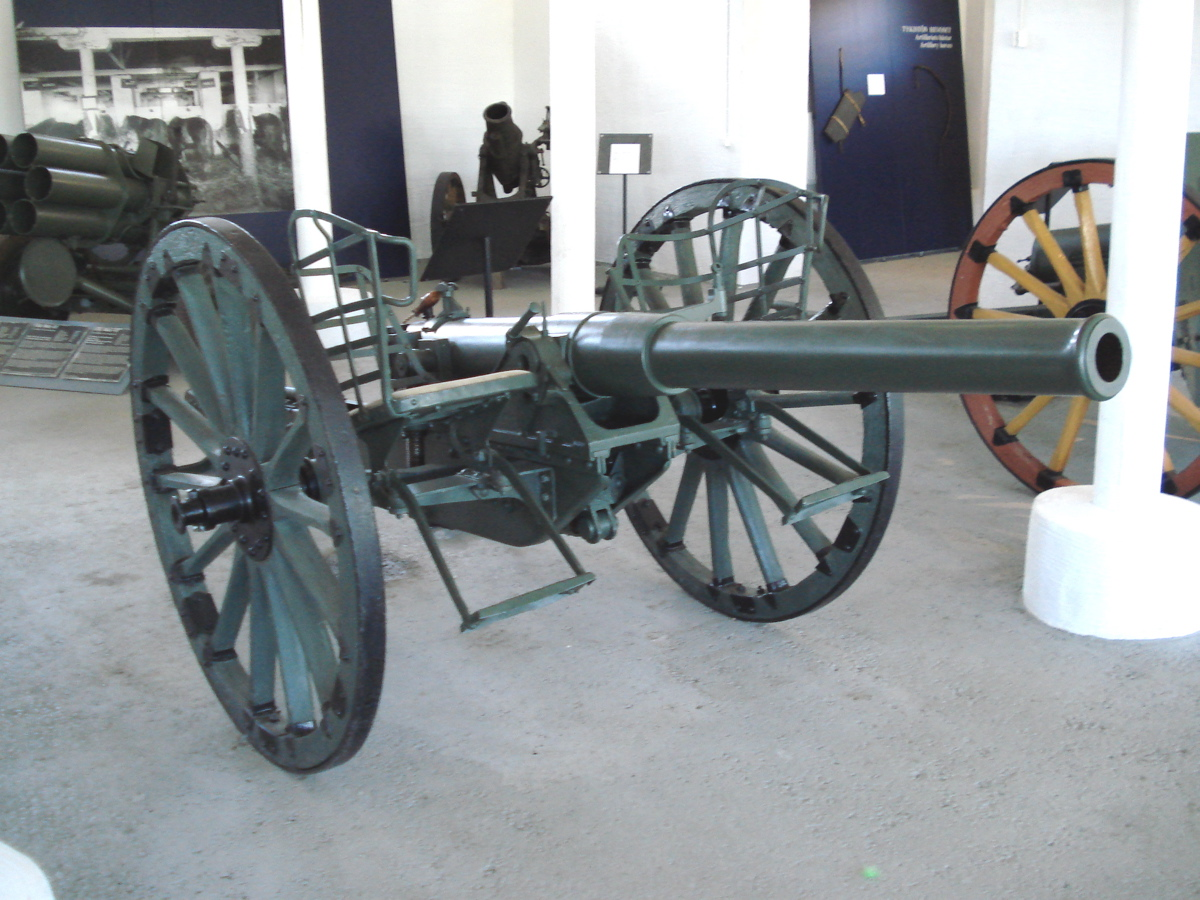
M1897 75mm野砲
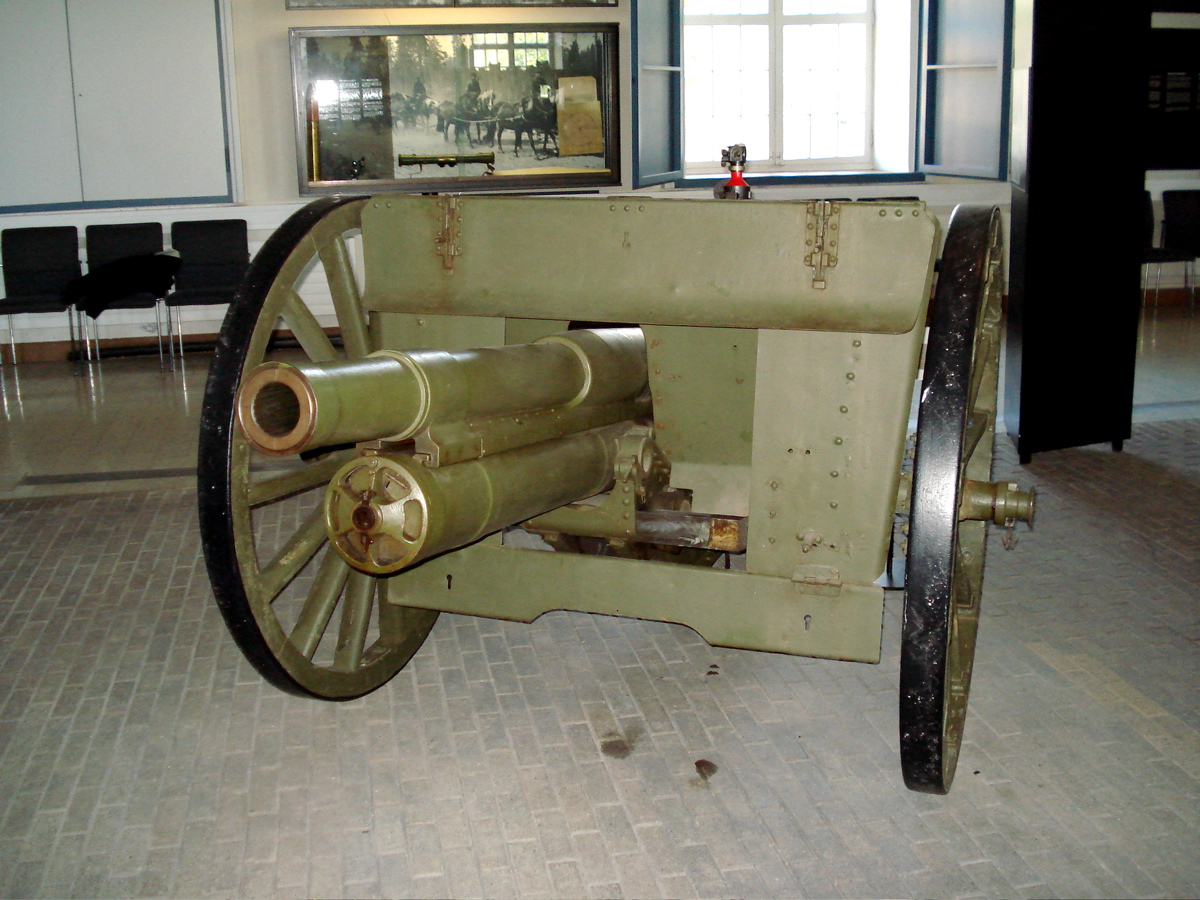
シュナイダーM1912 75mm野砲
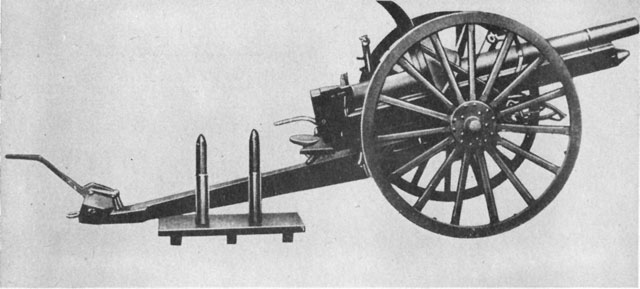
シュナイダーM1914 75mm野砲

 イギリス
- BLC 15ポンド砲
- QF 15ポンド砲
- QF 13ポンド砲
- QF 18ポンド砲

 ドイツ帝国
- 7.7cm FK 96 nA
- 7.7cm FK 16

 ロシア帝国
- M1902 76.2mm師団砲

 イタリア王国
- Da 75/27 modello06
- Da 75/27 modello11

 オーストリア＝ハンガリー帝国
- 8cm FK M5
- 8cm FK M17

 ベルギー
- TR 75mm野砲

 アメリカ合衆国
- M1902 76mm砲
- M1916 75mm野砲

 大日本帝国
- 三八式野砲
- 四一式騎砲

- M1897 75mm野砲
- QF 18ポンド砲
- 7.7cm FK 96 nA
- 7.7cm FK 16
- M1900 76mm野砲
- M1902 76mm野砲
- 三八式野砲

### 第二次世界大戦
ソビエト連邦
- M1902/30 76.2mm師団砲
- F-22(M1936) 76.2mm師団砲
- F-22USV(M1939) 76.2mm師団砲
- ZiS-3(M1942) 76.2mm師団砲
- BS-3(M1944) 100mm野砲
- M-60(M1940) 107mm師団砲

 イギリス
- QF 25ポンド砲

 ドイツ国
- 7.5cm FK 16 nA
- 7.5cm FK 18
- 7.5cm FK 38
- 7.5cm FK 7M85

 イタリア王国
- Da 75/32

 ベルギー
- GP1 75mm野砲
- GP11 75mm野砲
- GP111 75mm野砲

 チェコスロバキア
- Vz30 8cm野砲

 大日本帝国
- 改造三八式野砲
- 九〇式野砲
- 機動九〇式野砲
- 九五式野砲

 ギリシャ王国
- シュナイダーM1927 85mm野砲

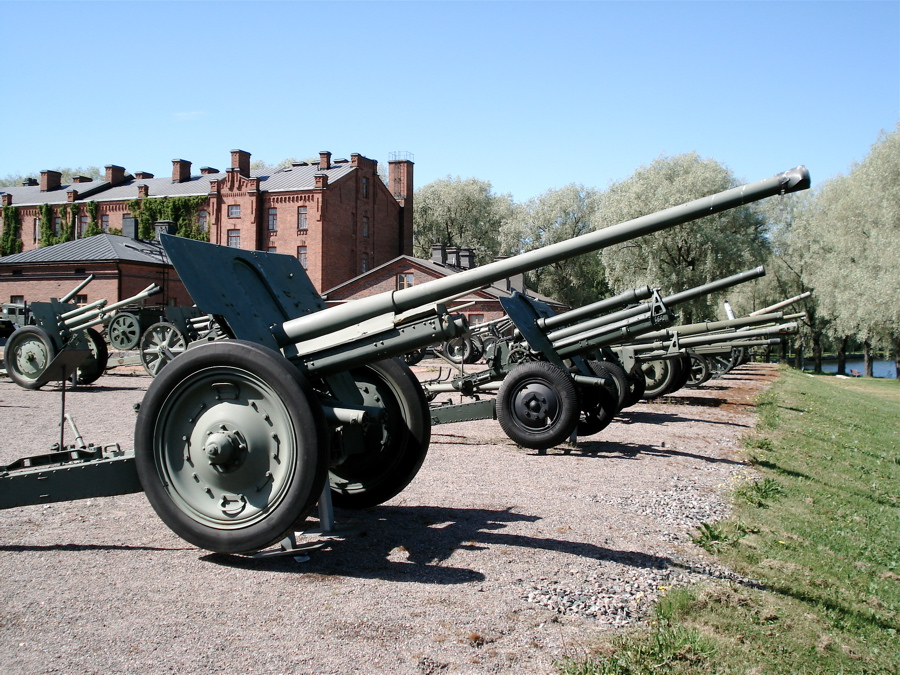
M1902/30 76mm野砲
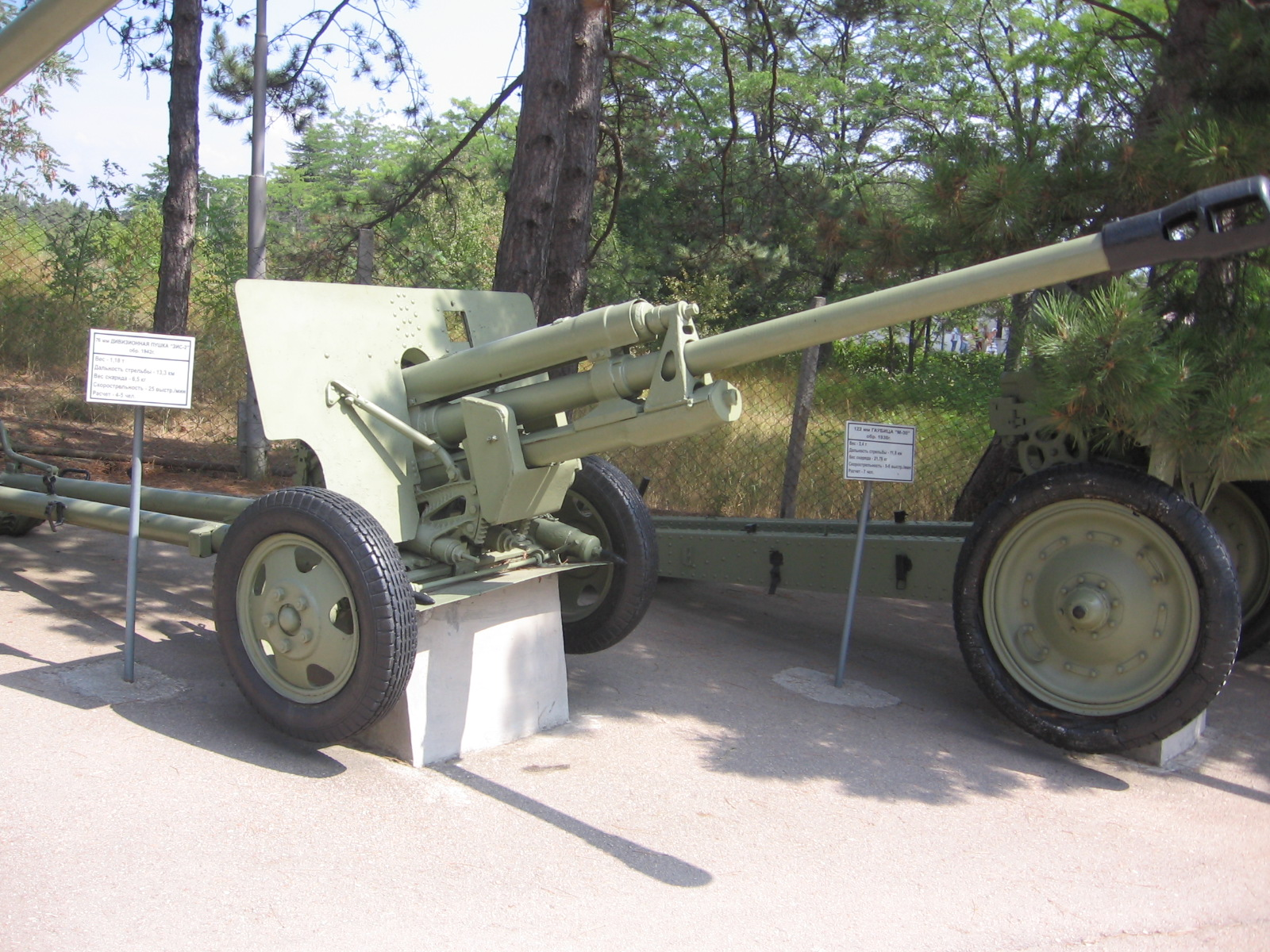
ZiS-3 76mm野砲
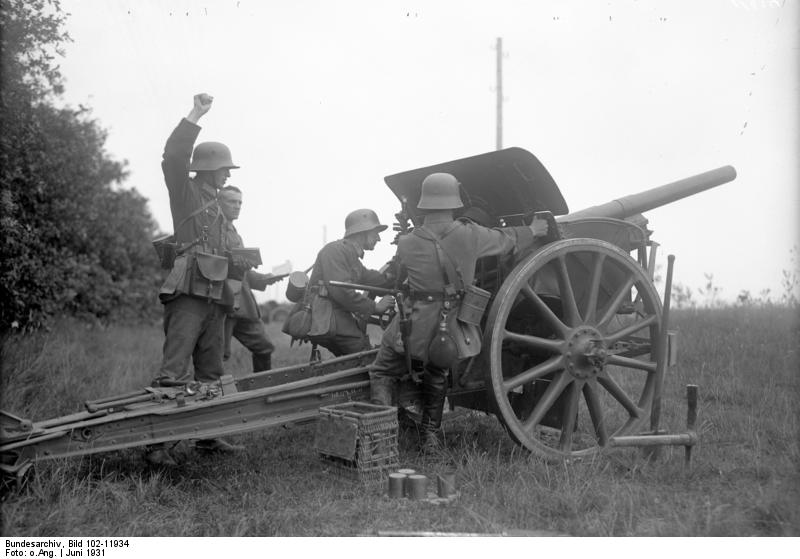
7.5cm FK 16 nA
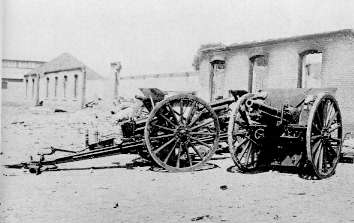
改造三八式野砲
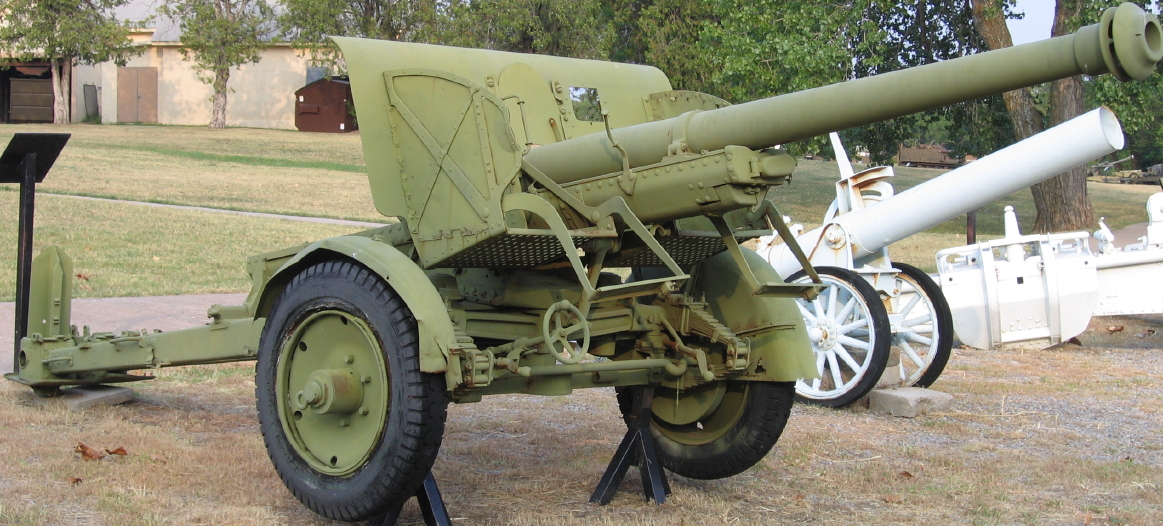
機動九〇式野砲